# Блэк (роман)
«Блек» (фр. Black) —  мистический и психологический роман французского писателя Александра Дюма, написанный в 1858 году.

## Сюжет
Действие происходит в 1842-1843-х годах. Герой романа — шевалье де ля Гравери — гуляя по Шартру, встречает странную чёрную собаку — Блека, которая всюду следует за ним. Он вспоминает, что его друг, капитан Думесниль, на смертном одре сказал ему, что «умолял бы милосердного Бога надеть на меня шкуру первой попавшейся собаки, в облике которой, где бы я ни находился, я разорву свою цепь, отыщу тебя». Несколько лет назад Думесниль увёз шевалье на Таити после того, как брак де Гравери потерпел крушение и жена шевалье, немка Матильда, бросила его. Там он умер, а де Гравери вернулся на родину, в Шартр.
Спустя несколько месяцев Блек приводит шевалье де ля Гравери к умирающей беременной женщине. Оказалось, что это Тереза — дочь его сбежавшей жены Матильды и что раньше Блек принадлежал Терезе. Шевалье находит соблазнителя — барона д’Эльбэн, вызывает его на дуэль и смертельно ранит. Умирающий юноша соглашается жениться на Терезе, чтобы загладить свою вину. Шевалье счастлив, живя вместе с дочерью и воспитывая внука.